# Un heureux événement
Pour plus de détails, voir Fiche technique et Distribution.
Un heureux événement est un film français réalisé par Rémi Bezançon et sorti en salles le 28 septembre 2011.
Il s'agit de l'adaptation du roman éponyme d’Éliette Abécassis, publié en 2005.

## Synopsis
Barbara et Nicolas se rencontrent dans un magasin de location de DVD. Après une cour appliquée de la part de Nicolas, ils filent le parfait amour. Il manque une chose à leur bonheur : un enfant. Barbara est enceinte, la grossesse se passe assez bien. Elle accouche d'une petite fille. Les choses se compliquent pour ce couple passionné, surtout pour Barbara qui subit de plein fouet la dépression post-partum.

## Fiche technique
- Titre : Un heureux événement
- Réalisation : Rémi Bezançon
- Scénario : Vanessa Portal et Rémi Bezançon
- Décors : Maamar Ech-Cheikh
- Chef constructeur  : Smigol Dorphy
- Costumes : Marie-Laure Lasson
- Photographie : Antoine Monod
- Son : Olivier Walczak, Sébastien Wera, Marc Engels
- Montage : Sophie Reine
- Musique : Sinclair
- Producteurs : Éric et Nicolas Altmayer
- Production : Mandarin Cinéma, Gaumont, France 2 Cinéma, Scope Pictures, RTBF
- Distribution : Gaumont
- Genre : comédie dramatique
- Pays :  France
- Durée : 107 minutes
- Sortie : 28 septembre 2011

## Distribution
- Louise Bourgoin : Barbara
- Pio Marmaï : Nicolas

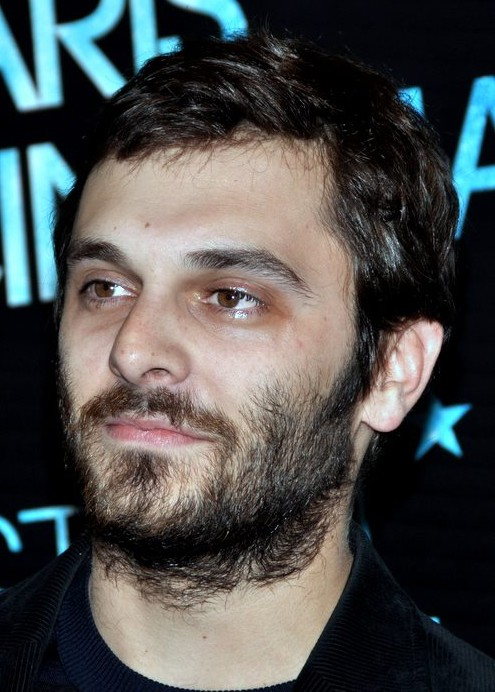
L'acteur principal du film, Pio Marmaï, en juillet 2012.

- Gabrielle Lazure : Édith, la mère de Nicolas
- Josiane Balasko : Claire, la mère de Barbara
- Daphné Bürki : Katia, la sœur de Barbara
- Anaïs Croze, dite "Anaïs" : Daphné, amie  de Barbara
- Thierry Frémont : Tony, ami de Nicolas
- Nicole Valberg : la gynécologue
- Firmine Richard : la sage-femme
- Gérard Lubin : le médecin accoucheur, oncle de Nicolas
- Lannick Gautry : Camille Rose
- Louis-Do de Lencquesaing : Jean-François Truffard, le directeur de thèse de Barbara
- Patrick Spadrille : Daniel, le mari de Katia
- David Foenkinos : Armand, le père de Barbara et Katia
- Marcos Adamantiadis, Éric Larcin : les dépanneurs du réfrigérateur

## Autour du film
- Au début du film, chez la mère de Barbara, Nicolas (Pio Marmai) rejoint son beau-frère et ses nièces qui regardent Zarafa, le dessin animé réalisé par Rémi Bezançon.
- La chanson du générique de fin est Something to Believe[1], tirée de l'album Sunday at Devil Dirt de Isobel Campbell et Mark Lanegan, de 2008.
- Louise Bourgoin n'était pas réellement enceinte et a eu des prothèses pour le ventre. Le bébé posé sur elle lors de l'accouchement est un nouveau-né de quelques heures, qu'une mère avait accepté de prêter pour le tournage. Il n'y a eu qu'une seule prise[2].